# باند فرودگاه شاتگان رنچ
باند فرودگاه شاتگان رنچ (به انگلیسی: Shotgun Ranch Airstrip) یک فرودگاه خصوصی است که یک باند فرود آسفالت و بتن دارد و طول باند آن ۵۰۲ متر است. این فرودگاه در کشور ایالات متحده آمریکا قرار دارد و در ارتفاع ۱۰۴۵ متری از سطح دریا واقع شده است.